# 阔叶箬竹
阔叶箬竹（学名：Indocalamus latifolius）也称棕叶、棕巴叶、棕巴叶竹、庐山茶竿竹、截平茶竿竹，为禾本科箬竹属下的一个种。